# Campbell Martin
Campbell Martin (* 10. März 1960 in Irvine) ist ein schottischer Politiker. Er ist ehemaliges Mitglied der Scottish National Party (SNP) und derzeitiges Mitglied der Scottish Socialist Party (SSP).

## Leben
Martin besuchte die Adrossan Academy und das James Watt College in Greenock. Zwischen 1980 und 1993 war er in verschiedenen Berufen tätig, darunter Gerüstbauer, Diskjockey und Taxifahrer. Derzeit arbeitet Campbell als freischaffender Journalist.

## Politischer Werdegang
1992 trat Martin erstmals auf politischer Ebene in Erscheinung, als er für die SNP in den Bezirksrat von Cunninghame gewählt wurde. Nachdem Cunninghame weitgehend in North Ayrshire umbenannt und als Unitary Authority installiert worden war, wurde er bei den folgenden Ratswahlen 1995 nicht mehr in den neugeschaffenen Regionalrat gewählt. In der ersten Wahlperiode des Schottischen Parlaments war Martin für die SNP-Abgeordnete Kay Ullrich tätig. Bei den Britischen Unterhauswahlen 2001 bewarb er sich um das Direktmandat des Wahlkreises Cunninghame North, erhielt jedoch nur den zweithöchsten Stimmenanteil und verpasste damit den Einzug in das Britische Unterhaus.
Bei den Schottischen Parlamentswahlen 2003 kandidierte Martin im Wahlkreis Cunninghame North und verpasste mit 27,1 % der Stimmen aber das Direktmandat hinter dem Labour-Kandidaten Allan Wilson. Da Martin jedoch auch auf der Regionalwahlliste der SNP für die Wahlregion West of Scotland auf dem ersten Rang gesetzt war, erhielt er infolge des Wahlergebnisses eines von drei Listenmandaten für die SNP in dieser Wahlregion und zog erstmals in das Schottische Parlament ein. Nachdem er sich öffentlich kritisch über den SNP-Parteiführer John Swinney geäußert hatte, wurde Martin zunächst für sechs Monate aus der Partei ausgeschlossen. Wenige Monate später wurde ein Ausschluss auf Lebenszeit beschlossen. Für den Rest der Legislaturperiode nahm Martin als Parteiloser am parlamentarischen Leben teil. 2007 trat er als parteiunabhängiger Kandidat in Cunninghame North an, erhielt jedoch kein Mandat und schied damit aus dem Parlament aus. 2011 schloss er sich der Scottish Socialist Party an.